# Médaille Eddington
La médaille Eddington (qui tient son nom d'Arthur Stanley Eddington), est décernée par la Royal Astronomical Society tous les deux ans, et récompense des recherches en astrophysique théorique.

## Lauréats
- 1953 : Georges Lemaître[1]
- 1955 : Hendrik Christoffel van de Hulst[2]
- 1958 : Horace W. Babcock[3]
- 1959 : James Stanley Hey[4]
- 1960 : Robert d'Escourt Atkinson[5]
- 1961 : Hans Albrecht Bethe[6]
- 1962 : André Lallemand[7]
- 1963 : J. A. R. Sandage, Martin Schwarzschild[8]
- 1964 : Herbert Friedman, Richard Tousey[9]
- 1965 : Robert Pound, Glen Rebka[10]
- 1966 : Rupert Wildt[11]
- 1967 : Robert F. Christy[12]
- 1968 : Robert Hanbury Brown, Richard Twiss[13]
- 1969 : Antony Hewish[14]
- 1970 : Chūshirō Hayashi[15]
- 1971 : Desmond King-Hele (en)[16]
- 1972 : Paul Ledoux[17]
- 1975 : Stephen Hawking, Roger Penrose[18]
- 1978 : William Alfred Fowler[19]
- 1981 : Philip James Edwin Peebles[20]
- 1984 : Donald Lynden-Bell[21]
- 1987 : Bohdan Paczyński[22]
- 1990 : Icko Iben, Jr[23]
- 1993 : Leon Mestel[24]
- 1996 : Alan Guth[25]
- 1999 : Roger Blandford
- 2002 : Douglas O. Gough (en)
- 2005 : Rudolph Kippenhahn (en)[26]
- 2007 : Igor D. Novikov[27]
- 2009 : Jim Pringle (en)[28]
- 2011 : Gilles Chabrier
- 2013 : James Binney[29]
- 2014 : Andrew King (en)[30]
- 2015 : Rashid Sunyaev[31]
- 2016 : Anthony Bell[32]
- 2017 : Cathie Clarke (en)[33]
- 2018 : Claudia Maraston (en)[34]
- 2019 : Bernard F. Schutz (en)[35]
- 2020 : Steven Balbus[36]
- 2021 : Hiranya Peiris
- 2022 : Alan Heavens

## Voir également
- Liste de prix de physique